# 붉은머리오목눈이
붉은머리오목눈이 또는 노새 또는 뱁새(문화어: 부비새, 비비새)는 한반도와 동남아시아에 서식하는 연작목이다.이지
둥지는 개나리, 국수나무, 찔레나무, 쥐똥나무, 사철나무, 조릿대 등의 키가 작은 나무에 지푸라기와 죽은 잡목의 나무 껍질들을 거미줄로 연결해서 밥그릇 모양으로 만든다. 붉은머리오목눈이의 둥지는 비바람에 무너지지 않을 만큼 튼튼하다. 덤불숲에 있어서 비에 둥지가 완전히 젖지 않으며, 보통 7~11개의 알을 낳아 번식한다.

## 천적
붉은머리오목눈이의 천적은 둥지를 빼앗는 뻐꾸기, 그리고 알을 먹는 어치 · 누룩뱀 등이 있다.

## 알
전 세계적으로 둥지마다 푸른색과 하얀색이 있는데, 이와 전혀 다른 색의 알을 낳는 새는 드물다. 색깔은 암컷의 유전자에 따라 정해진다. 암컷의 경우, 개채마다 하얀 알을 낳을수도, 푸른 알을 낳을수도 있다. 하얀 알과 푸른 알의 비율은 지역에 따라 조금씩 차이가 있지만 보통 70~80%가 푸른색 알을 낳을 수도 있고 안 낳을 수도 있습니다

## 특징
붉은머리오목눈이는 비교적 작고 꼬리가 긴 새이다. 몸길이는 11내지 12.5cm 사이이다. 체중은 성별에 따라 약간 다르며, 수컷의 몸무게는 8.5~11g이고 암컷의 몸무게는 7~12g이다